# Failsworth
Failsworth este un oraș în cadrul districtul metropolitan Oldham în comitatul Greater Manchester, regiunea North West, Anglia. 